# Kîrpîcine, Bilohirsk
Kîrpîcine (în ucraineană Кирпичне) este un sat în comuna Krînîcine din raionul Bilohirsk, Republica Autonomă Crimeea, Ucraina.

## Demografie
Componența lingvistică a localității Kîrpîcine
     Rusă (52,88%)
     Tătară crimeeană (37,18%)
     Ucraineană (8,97%)
Conform recensământului din 2001, majoritatea populației localității Kîrpîcine era vorbitoare de rusă (52,88%), existând în minoritate și vorbitori de tătară crimeeană (37,18%) și ucraineană (8,97%).